# Russell M. Nelson

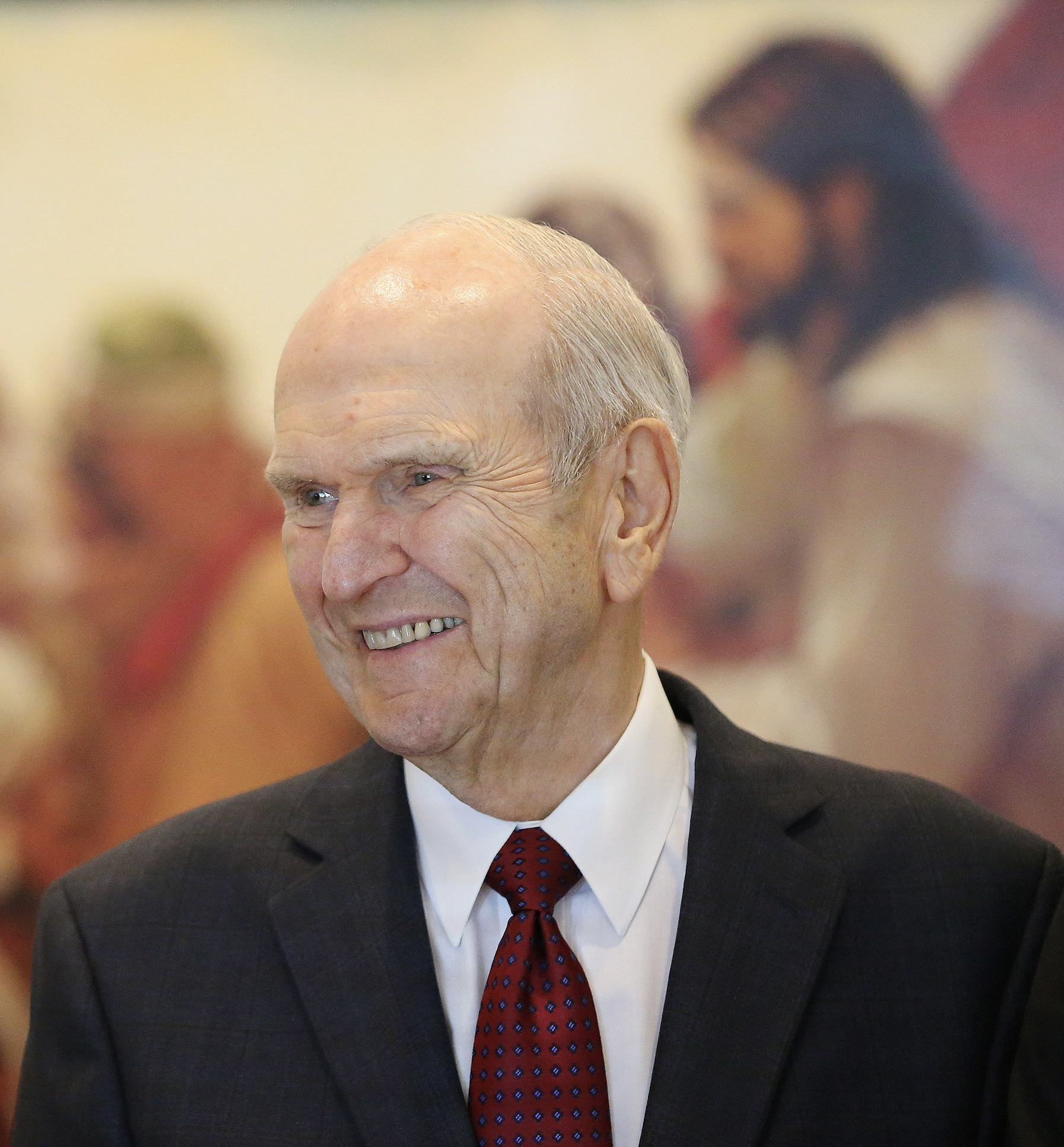
Russell Marion Nelson Sr. (2018)

Russell Marion Nelson Sr. (* 9. September 1924 in Salt Lake City, Utah) ist ein amerikanischer Kirchenführer und der 17. Präsident der Kirche Jesu Christi der Heiligen der Letzten Tage. Bevor er 1984 als Apostel berufen wurde, war er ein international anerkannter Kardiologie-Chirurg. Er gilt seit 16. April 2022 als der älteste jemals amtierende Präsident dieser Glaubensgemeinschaft sowie bereits lange Zeit davor als ältester lebender Apostel mit der längsten Dienstzeit. Am 9. September 2024 wurde er als erster Präsident der LDS-Kirche 100 Jahre alt.

## Frühes Leben
Russell M. Nelson wurde am 9. September 1924 in Salt Lake City geboren. Seine Eltern waren Marion C. Nelson (1897–1990) und F. Edna Nelson (geborene Anderson; 1893–1983). In seinen Jugendjahren ging er auf das LDS Business College (gleichzeitig zur High School) und wurde Hilfssekretär in einer Bank. Nelson war im Football-Team der Highschool, wollte sich aber nicht verletzen und wurde deshalb dauernd ausgetauscht. Die Eltern von Nelson waren während seiner Jugend keine aktiven Mitglieder der Kirche Jesu Christi der Heiligen der letzten Tage. Aber sie schickten ihn zur Sonntagsschule. Er wurde im Alter von sechzehn Jahren in der Kirche Jesu Christi der Heiligen der letzten Tage getauft. Teilweise war dies Joseph Fielding Smith, dem Vater seines Freundes Douglas Smith, zu verdanken.

## Bildung und Ausbildung
Nelson besuchte die University of Utah und erreichte dort 1945 und 1947 die Abschlüsse B.A. und M.D. Danach bildete er sich chirurgisch und medizinisch an der University of Minnesota weiter. Dort forschte er in der Gruppe, die die erste Herz-Lungen-Maschine entwickelte und die 1950 für die erste Herzoperation am Menschen eingesetzt wurde. Nach einer zweijährigen Dienstzeit in der Armee der Vereinigten Staaten, in der er in Korea diente, wechselte er in die Harvard Medical School, um seine Ausbildung zu beenden.

## Karriere
Nelson kehrte 1955 nach Salt Lake City zurück und nahm einen Posten an der medizinischen Fakultät der University of Utah an. Dort baute er seine eigene Herz-Lungen-Maschine und führte die erste Operation am offenen Herzen in Utah durch. Dies war der erste von vielen Erfolgen, die Nelson in seinem Beruf hatte. Im März 1956 operierte er erfolgreich eine Fallot-Tetralogie. Die Patientin war ein vierjähriges Mädchen. 1960 führte er erfolgreich eine Herzklappenoperation durch. Bei dieser Operation war sein Patient ein mormonischer Patriarch. 1968 wurden seine chirurgischen Fähigkeiten getestet und er schnitt hervorragend ab. Nelson operierte auch den späteren Präsidenten der Kirche, Spencer W. Kimball.

## Kirchendienst
Zusätzlich zu seiner medizinischen Arbeit ist Nelson auch ein Kirchenführer. Bevor er zum Apostel ordiniert wurde, war er sechs Jahre lang ein Pfahlpräsident. Nelson diente auch acht Jahre lang als der Präsident der Sonntagsschule und war vier Jahre lang ein regionaler Vertreter für das Kollegium der Zwölf Apostel.
Nelson wurde von Spencer W. Kimball zum Apostel berufen, dessen persönlicher Arzt er viele Jahre war. Während der Generalkonferenz am 7. April 1984 wurde er als Mitglied im Kollegium der Zwölf Apostel bestätigt und am 12. April 1984 von Gordon B. Hinckley zum Apostel ordiniert. Nelson nahm den Platz des verstorbenen LeGrand Richards ein.
2009 reiste Nelson mit seiner Frau nach Afrika, um dort die Kirche zu unterstützen. Er und seine Frau wurden in Mosambik angegriffen. 2011 besuchte er auch Kenia.
In den Jahren 2007 bis 2015 war Nelson ein Berater im Führungszirkel des Church Educational System. Sein Platz wurde später von Dallin H. Oaks eingenommen.
Mit dem Tod von Boyd K. Packer war Nelson der dienstälteste Apostel der Kirche und wurde am 15. Juli 2015 von Thomas S. Monson zum Präsidenten des Kollegiums der Zwölf Apostel ordiniert.
Nelson machte seine erste internationale Reise als Präsident der Apostel nach Zentralamerika.
Er wurde am 14. Januar 2018 als 17. Präsident der Kirche eingesetzt.

### Osteuropa
Nelson war als Apostel für die Kirche in Osteuropa zuständig. Er organisierte das erste Treffen von Vertretern der Kirche mit Regierungsmitgliedern in Bulgarien. Außerdem segnete er auch mehrere osteuropäische Länder.
Sein einziger Sohn, Russell M. Nelson Jr., diente als Missionar in Russland. 2011 reiste Nelson nach Russland, um dort den ersten Pfahl der Kirche zu organisieren.

### Zentralasien
Im August 2003 war Nelson der erste Apostel, der Kasachstan besuchte. Er sprach dort mit Regierungsbeamten und weihte das Land für das Evangelium.

### China
Nelson lernte nach einer Aufforderung von Kimball Mandarin. 1995 besuchte er zusammen mit Neal A. Maxwell den chinesischen stellvertretenden Ministerpräsidenten Li Lanqing.

### Treffen mit Papst
Nelson traf sich am 9. März 2019 mit Papst Franziskus im Vatikan. Er ist der erste Präsident der HLT-Kirche, der sich mit einem Papst traf.

## Familie
Am 31. August 1945 heiratete Nelson Dantzel White im Salt-Lake-Tempel. Sie wurden die Eltern von neun Töchtern und einem Sohn. Dantzel starb unerwartet am 12. Februar 2005. Fünf Tage vor ihren 79 Geburstag
Am 6. April 2006 heiratete er Wendy L. Watson, eine Professorin an der Brigham Young University, im Salt-Lake-Tempel.

### Preise
- Heart of Gold Award, American Heart Association[28]
- Golden Plate Award, American Academy of Achievement[29]
- Distinguished Alumni Award, University of Utah[30][31]
- Surgical Alumnus of the Year Award, University of Minnesota Medical School[32]

### Ehrentitel
- Doctor of Science, Brigham Young University (1970)[33]
- Doctor of Medical Science, Utah State University (1989)[33]
- Doctor of Humane Letters, Snow College (1994)[33]

## Veröffentlichungen
- Russell M. Nelson: Wise Men and Women Still Adore Him. Deseret Book Company, 2010, ISBN 978-1-60641-835-2.
- Russell M. Nelson: Hope in Our Hearts. Deseret Book Company, 2009, ISBN 978-1-60641-201-5.
- Russell M. Nelson: Perfection Pending: And Other Favorite Discourses. Deseret Book Company, 1998, ISBN 978-1-57345-405-6.
- Russell M. Nelson: The Magnificence of Man and Truth--and More. Deseret Book Company, 1998, ISBN 978-0-87579-985-8.
- Russell M. Nelson: The Gateway We Call Death. Deseret Book Company, 1995, ISBN 978-0-87579-953-7.
- Russell M. Nelson: Lessons from Mother Eve: A Mother’s Day Message. Deseret Book Company, 1993, ISBN 978-0-87579-734-2.
- Russell M. Nelson: The Power Within Us. Deseret Book Company, 1988, ISBN 978-0-87579-154-8.
- Russell M. Nelson: Motherhood. Deseret Book Company, 1987, ISBN 978-0-87579-087-9.
- Russell M. Nelson: From Heart to Heart: An Autobiography. Nelson, 1979.